# 电子技术
电子技术是根据电子学的原理，运用電子元件去设计和制造某种特定功能的电路以解决实际问题的科学，包括信息电子技术和电力电子技术两大分支。信息电子技术包括模拟电子技术和数字电子技术。电子技术是对电子信号进行处理的技术，处理的方式主要有：信号的发生、放大、滤波、转换。

## 半导体器件基础
- 半導體
- 二極體
- 双极性晶体管
- 场效应管

## 類比電路
- 截波電路、箝位電路、穩壓電路
- 整流器
  - 半波整流
  - 全波整流
    - 變壓器中間抽頭
    - 橋式整流

  - 倍壓器
- 濾波電路
  - 低通滤波
  - 高通滤波
  - 带通滤波
  - 带阻滤波
- 電晶體開關
- 電晶體的三種基本電路（共射極、共基極、共集極）
- 放大器電路
- 运算放大器

## 數位電路
- 施密特触发器
- 触发器
- 逻辑门
- 组合逻辑电路
- 时序逻辑电路
- 集成电路